# Bemnifosbuvir
 (août 2024).
Le bemnifosbuvir (AT-527, RO7496998) est un médicament antiviral expérimental conçu par Atea Pharmaceuticals et concédé sous licence à Roche pour le développement clinique. Il s'agit d'un promédicament analogue de nucléoside développé à l'origine pour le traitement de l'hépatite C,.
Le bemnifosbuvir est le sel hémisulfate de l'AT-511, biodisponible par voie orale. Il est métabolisé en plusieurs étapes pour former le métabolite actif 5′-triphosphate AT-9010 triéthylamine, agissant comme un inhibiteur de l'ARN polymérase NS5B et interférant ainsi avec la réplication virale.
Le bemnifosbuvir a été évalué comme traitement des maladies à coronavirus telles que la Covid-19. Il a montré de bons résultats dans les premiers essais cliniques, mais a eu des résultats incohérents aux stades ultérieurs,. L’essai clinique de phase III du bemnifosbuvir a été interrompu prématurément car il n'a pas atteint son critère d'évaluation principal d'atténuation des symptômes et n'a pas diminué la charge virale. Cependant, le médicament a été bien toléré et a réduit le risque relatif d’hospitalisation de 71 %.
La métabolisation du bemnifosbuvir s'effectue en plusieurs étapes impliquant cinq enzymes différentes. Une étude de 2024 a permis de comprendre la structure tridimensionnelle de ces enzymes et d'identifier leurs zones d’interaction. Cette étude a aussi permis d'expliquer l'efficacité antivirale du bemnifosbuvir dans les cellules hépatiques,.